# Goerodes hokurikuensis
Goerodes hokurikuensis är en nattsländeart som beskrevs av Ito 1994. Goerodes hokurikuensis ingår i släktet Goerodes och familjen kantrörsnattsländor. Inga underarter finns listade i Catalogue of Life.